# Gamla Tbilisi

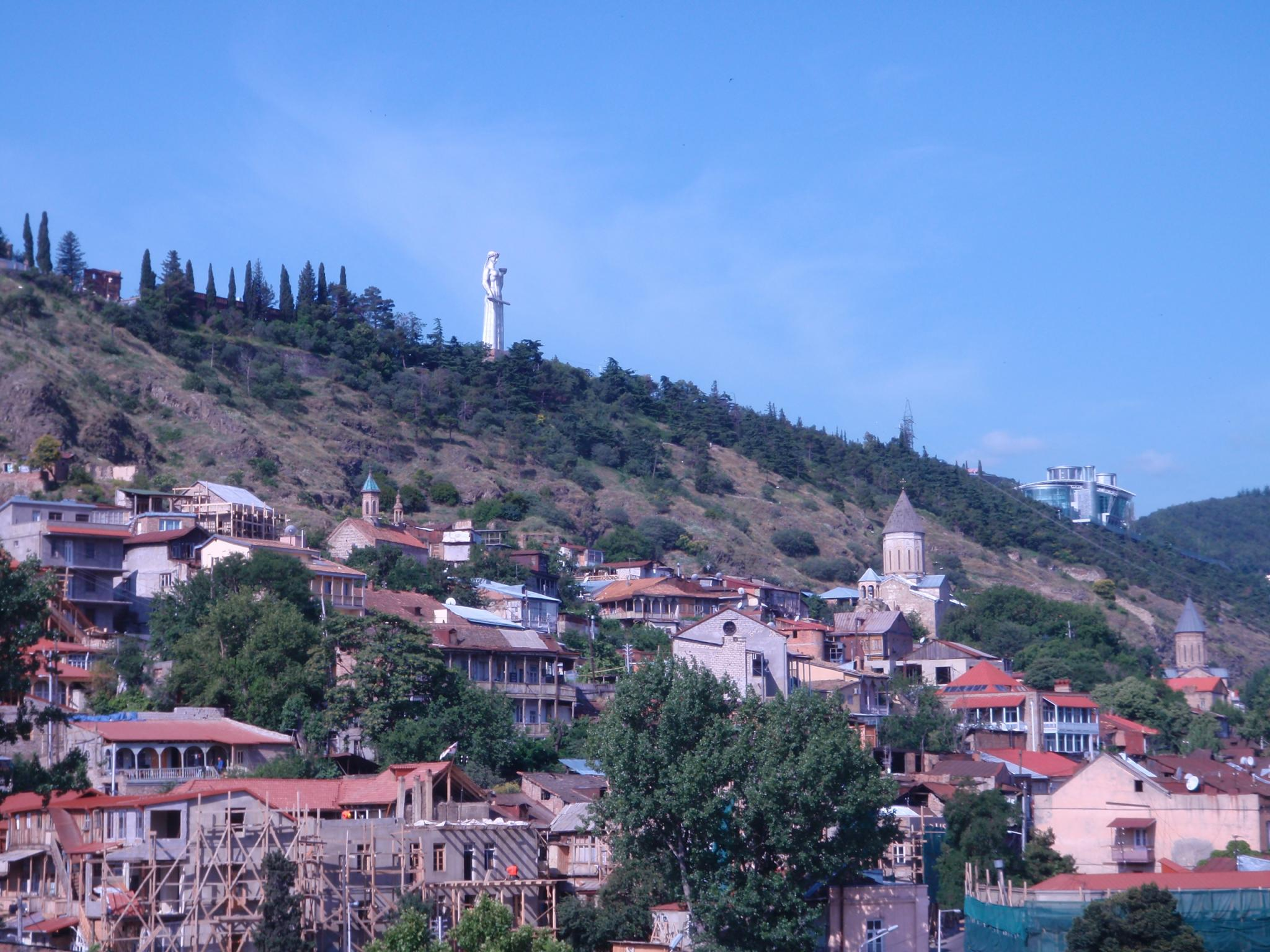
De armeniska kvarteren i Gamla Tbilisi. Stadsdelen överskuggas av Kartlis Deda.

Gamla Tbilisi eller gamla staden (georgiska: ძველი თბილისი, Dzveli Tbilisi) var åren 2007–2013 ett administrativt distrikt (rajon) i Georgiens huvudstad Tbilisi.